# Eloísa está debajo de un almendro (película)
Eloísa está debajo de un almendro es una película española dirigida por Rafael Gil en 1943, basada en la obra homónima de Enrique Jardiel Poncela.

## Argumento
La película narra la historia de Fernando (Rafael Durán) que regresa a casa tras la muerte de su padre. En una carta este le pide que resuelva el crimen de una mujer ocurrido años atrás. Esto lo lleva a entrar en contacto con los extraños habitantes de una peculiar mansión, entre los que descubre a la bella Mariana (Amparo Rivelles), de la que se enamora perdidamente.
- Datos: Q5829960